# Temporada 1949-50 de los Philadelphia Warriors
La Temporada 1949-50 fue la cuarta de los Philadelphia Warriors en la liga, la primera con la denominación NBA. La temporada regular acabó con 26 victorias y 42 derrotas, ocupando el cuarto puesto de la División Este, clasificándose para los playoffs en los que cayeron en la primera ronda ante Syracuse Nationals.

## Elecciones en elDraft
| Ronda | Puesto | Jugador      | Posición    | Nacionalidad   | Universidad  |
| ----- | ------ | ------------ | ----------- | -------------- | ------------ |
| 1     | 5      | Vern Gardner | Alero/Pívot | Estados Unidos | Utah         |
| 2     | 18     | Jim Nolan    | Pívot       | Estados Unidos | Georgia Tech |
| 3     | 24     | Nelson Bobb  | Base        | Estados Unidos | Temple       |

## Temporada regular
| División Este           | División Este | División Este | División Este | División Este | División Este | División Este | División Este | División Este |
| Equipo                  | G             | P             | %             | PD            | Casa          | Fuera         | Neutral       | Div           |
| ----------------------- | ------------- | ------------- | ------------- | ------------- | ------------- | ------------- | ------------- | ------------- |
| x-Syracuse Nationals    | 51            | 13            | .797          | -             | 31-1          | 15-12         | 5-0           | 9-1           |
| x-New York Knicks       | 40            | 28            | .588          | 13            | 19-10         | 18-16         | 3-2           | 20-6          |
| x-Washington Capitols   | 32            | 36            | .471          | 21            | 21-13         | 10-20         | 1-3           | 13-13         |
| x-Philadelphia Warriors | 26            | 42            | .382          | 25            | 15-15         | 8–23          | 3-4           | 9-17          |
| Baltimore Bullets       | 25            | 43            | .368          | 26            | 16-15         | 8–25          | 1-3           | 8-18          |
| Boston Celtics          | 22            | 46            | .324          | 29            | 12-14         | 5–28          | 5-4           | 11-15         |

## Playoffs

### Semifinales de División
Syracure Nationals - Philadelphia Warriors
| Fecha       | Partido                                         | Ciudad     |
| ----------- | ----------------------------------------------- | ---------- |
| 22 de marzo | Syracuse Nationals 93, Philadelphia Warriors 76 | Syracuse   |
| 23 de marzo | Philadelphia Warriors 53, Syracuse Nationals 59 | Filadelfia |
|             | Syracuse gana las series 2-0                    |            |

## Estadísticas
| Rk | Jugador         | Edad | P  | PT | MP | TC  | TCI  | %TC  | 3P | 3PI | %3P | TL  | TLI | %TL   | RO | RD | RT | AS  | RB | TAP | BP | FP  | PTS  |
| 1  | Joe Fulks       | 28   | 68 |    |    | 4.9 | 17.8 | .278 |    |     |     | 4.3 | 6.2 | .696  |    |    |    | 0.8 |    |     |    | 3.5 | 14.2 |
| 2  | Vern Gardner    | 24   | 63 |    |    | 5.0 | 14.5 | .342 |    |     |     | 3.6 | 4.7 | .767  |    |    |    | 1.9 |    |     |    | 3.7 | 13.5 |
| 3  | Ron Livingstone | 24   | 38 |    |    | 3.6 | 12.6 | .289 |    |     |     | 2.3 | 3.4 | .664  |    |    |    | 3.1 |    |     |    | 5.4 | 9.6  |
| 4  | George Senesky  | 27   | 68 |    |    | 3.3 | 10.4 | .320 |    |     |     | 2.3 | 3.3 | .704  |    |    |    | 3.9 |    |     |    | 2.4 | 9.0  |
| 5  | Leo Mogus       | 28   | 64 |    |    | 2.7 | 6.8  | .396 |    |     |     | 3.4 | 4.7 | .727  |    |    |    | 1.5 |    |     |    | 2.6 | 8.8  |
| 6  | Ed Sadowski     | 32   | 17 |    |    | 2.8 | 9.0  | .307 |    |     |     | 3.1 | 4.4 | .693  |    |    |    | 2.3 |    |     |    | 3.7 | 8.6  |
| 7  | Chink Crossin   | 25   | 64 |    |    | 2.9 | 9.0  | .322 |    |     |     | 1.2 | 1.6 | .782  |    |    |    | 2.3 |    |     |    | 2.2 | 7.0  |
| 8  | Jerry Fleishman | 27   | 65 |    |    | 1.6 | 5.4  | .289 |    |     |     | 1.4 | 2.3 | .616  |    |    |    | 1.8 |    |     |    | 2.0 | 4.6  |
| 9  | Nelson Bobb     | 25   | 57 |    |    | 1.4 | 4.4  | .323 |    |     |     | 1.4 | 2.3 | .626  |    |    |    | 0.8 |    |     |    | 1.7 | 4.2  |
| 10 | Jake Bornheimer | 22   | 60 |    |    | 1.5 | 5.1  | .289 |    |     |     | 1.3 | 2.0 | .667  |    |    |    | 0.7 |    |     |    | 1.9 | 4.2  |
| 11 | Freddie Lewis   | 29   | 16 |    |    | 1.3 | 4.6  | .284 |    |     |     | 0.8 | 0.8 | .923  |    |    |    | 0.4 |    |     |    | 1.1 | 3.4  |
| 12 | Charlie Parsley | 24   | 9  |    |    | 0.9 | 3.4  | .258 |    |     |     | 0.7 | 0.8 | .857  |    |    |    | 0.9 |    |     |    | 0.8 | 2.4  |
| 13 | Johnny Payak    | 23   | 17 |    |    | 0.7 | 1.9  | .375 |    |     |     | 0.8 | 1.2 | .619  |    |    |    | 0.5 |    |     |    | 1.1 | 2.2  |
| 14 | Jerry Rullo     | 26   | 4  |    |    | 0.8 | 2.3  | .333 |    |     |     | 0.3 | 0.3 | 1.000 |    |    |    | 0.5 |    |     |    | 0.5 | 1.8  |
| 15 | Mike Novak      | 34   | 55 |    |    | 0.7 | 2.5  | .261 |    |     |     | 0.4 | 0.8 | .522  |    |    |    | 1.0 |    |     |    | 2.3 | 1.7  |
| 16 | Jim Nolan       | 22   | 5  |    |    | 0.8 | 4.2  | .190 |    |     |     | 0.0 | 0.0 |       |    |    |    | 0.8 |    |     |    | 2.8 | 1.6  |
| 17 | Al Guokas       | 24   | 16 |    |    | 0.4 | 1.8  | .250 |    |     |     | 0.2 | 0.2 | 1.000 |    |    |    | 0.6 |    |     |    | 1.7 | 1.1  |